# Tagesförderstätte
Eine Tagesförderstätte ist eine Einrichtung in Deutschland, durch die erwachsenen Menschen mit geistiger Behinderung oder auch mit neurologischen oder psychischen Krankheiten eine Alternative zur Berufstätigkeit angeboten wird. Tagesförderstätten werden alternativ auch als Förder- und Betreuungsbereich (FuB) bezeichnet.

## Statistik
In Deutschland werden etwa 35.000 Leistungsberechtigte in Tagesförderstätten beschäftigt. Pro Person werden dafür pro Jahr 23.621 Euro ausgegeben, je nach Bundesland 18.000 bis 36.000 Euro pro Person und Jahr. In Tagesförderstätten sind je nach Bundesland 4 bis 14 je 10.000 Einwohnern.

## Zielgruppe
In Tagesförderstätten werden überwiegend Menschen aufgenommen, die ihre Schulpflicht erfüllt haben und aus verschiedenen Gründen nicht (mehr) fähig sind, einer regelmäßigen Arbeit, z. B. in einer Werkstatt für behinderte Menschen, nachzugehen, wenn sie ein „Mindestmaß wirtschaftlich verwertbarer Arbeitsleistung“ (§ 219 SGB IX) nicht erreichen. Dieses Kriterium sowie das Vorliegen eines außerordentlichen Pflegebedarfs rechtfertigen die Ablehnung der Aufnahme der betreffenden Menschen in eine WfbM als „arbeitnehmerähnliche Person“.
Im Land Nordrhein-Westfalen machen Werkstätten für behinderte Menschen von ihrem Recht keinen Gebrauch, behinderte Menschen nicht aufzunehmen, auf die die Ausschlusskriterien zutreffen. In allen anderen Ländern gibt es Tagesförderstätten. Eine Umfrage der „Bundesarbeitsgemeinschaft der überörtlichen Träger der Sozialhilfe“ unter ihren Mitgliedern ergab 2013, dass der Anteil der Menschen im Alter zwischen 18 und 65 Jahren, die keine WfbM-Angebote wahrnehmen, sondern Tagesförderstätten in unterschiedlicher Form besuchen, über 20 Prozent betrage. Obwohl die Zahl der Tagesförderstätten der Bundesarbeitsgemeinschaft der Werkstätten für behinderte Menschen (BAG WfbM) seit 2016 stagniert, nahm die Zahl der Beschäftigten in ihnen bis 2019 stetig zu.

## Organisation
Tagesförderstätten bzw. FuB waren 2008 etwa zur Hälfte organisatorischer Teil einer Werkstatt für behinderte Menschen, der sich in deren Gebäuden befand. Etwa 17 Prozent waren als Teil einer WfbM in einem eigenen Gebäude oder an einem anderen Standort untergebracht. Das Bundesministerium für Arbeit und Soziales spricht in diesem Zusammenhang von einem „verlängerten Dach“ einer WfbM. 23 Prozent wurden als organisatorisch selbstständige Einheit geführt, und 6 Prozent waren einer Wohneinrichtung zugeordnet.

## Status der Betreuten
Anders als Beschäftigte in einer Werkstatt für behinderte Menschen, die ein „Mindestmaß wirtschaftlich verwertbarer Arbeitsleistung“ erbringen (§ 219 SGB IX), besitzen Menschen, die in einer Tagesförderstätte oder in einem Förder- und Betreuungsbereich (einer WfBM) betreut werden, formell keinen Status als „arbeitnehmerähnliche Person“. Sie erhalten kein Arbeitsentgelt und unterliegen daher auch nicht der Sozialversicherungspflicht für Menschen mit Behinderung, insbesondere erhalten sie im Alter keine Rente, die sich am Durchschnittseinkommen von Arbeitnehmern orientiert.

## Aufgaben
Durch Tagesförderstätten soll für diejenigen, die dort Aufnahme finden, ein Angebot geschaffen werden, durch das nach dem Abgang von einer Schule oder einer vergleichbaren Einrichtung für Kinder und Jugendliche weiterhin eine soziale Bezugsgruppe zur Verfügung steht und durch das der Tag durch Gegensätze wie Anspannung und Entspannung, Arbeit und Freizeit oder Wohnort und Arbeitsplatz eingeteilt und strukturiert wird.

## Kritik
2013 stellte Ingrid Körner, Senatskoordinatorin für die Gleichstellung behinderter Menschen in Hamburg, fest, dass Tagesförderstätten, wie die meisten anderen Sondereinrichtungen für Menschen mit Behinderung, durch das Übereinkommen über die Rechte von Menschen mit Behinderungen der UNO, das die Bundesrepublik Deutschland 2009 ratifizierte, grundsätzlich in Frage gestellt würden. Darüber hinaus sieht die Bundesvereinigung Lebenshilfe in der Unterscheidung zwischen „Werkstattfähigen“ und „Nicht-Werkstattfähigen“ eine Diskriminierung von Menschen mit hohem Unterstützungsbedarf. Nach Auffassung der Bundesarbeitsgemeinschaft der überörtlichen Träger der Sozialhilfe verstößt das Ausmaß, in dem der unbestimmte Rechtsbegriff „wirtschaftlich verwertbare Arbeitsleistung“ in § 136 Abs. 2 SGB IX innerhalb Deutschlands unterschiedlich ausgelegt wird, gegen das Willkürverbot.
Die Bundesarbeitsgemeinschaft Werkstätten für Menschen mit Behinderung forderte 2019, dass der Zustand des Ausschlusses schwerstbehinderter Menschen von der Teilhabe am Arbeitsleben und von den Sozialleistungen, die Beschäftigten einer Werkstatt für behinderte Menschen von Rechts wegen zustehen, aufgehoben wird.